# Shanyder Borgelin
Shanyder Antonio Borgelin (ur. 19 października 2001 w Margate) – haitański piłkarz z obywatelstwem amerykańskim występujący na pozycji napastnika, reprezentant Haiti, od 2024 roku zawodnik duńskiego Vendsyssel FF.
Jego ojciec pochodzi z Haiti.